# Lavrans Solli
Lavrans Veieroe Solli (ur. 21 lutego 1992 w Oslo) – norweski pływak, specjalizujący się głównie w stylu grzbietowym i dowolnym.
Brązowy medalista mistrzostw Europy na krótkim basenie z Chartres (2012) w sztafecie 4 x 50 m stylem zmiennym.
Uczestnik igrzysk olimpijskich w Londynie (2012) na 100 m grzbietem (26. miejsce).